# Двоичный симметричный канал
Двоичный симметричный канал (ДСК) — это простейший канал связи, на вход которого подаются двоичные символы с предположением, что данные всегда будут передаваться корректно. Этот канал часто используется в теории кодирования, как один из самых простейших для анализа каналов связи.

## Описание
ДСК - это двоичный канал, по которому можно передать один из двух символов (обычно это 0 или 1). Передача не идеальна, поэтому принимающий в некоторых случаях получает другой символ.
ДСК часто употребляется теоретиками как простейший канал с шумом. В теории связи множество проблем сводится к ДСК.

## Определение
Двоичным симметричным каналом с переходной вероятностью называют канал с двоичным входом, двоичным выходом и вероятностью ошибки {\displaystyle p_{0}}. Канал характеризуется следующими условными вероятностями: 
{\displaystyle \mathbb {P} (x\mid x)=1-p_{0}}
{\displaystyle \mathbb {P} (x\mid {\overline {x}})=p_{0}}
Первый аргумент условной вероятности соответствует случайному передаваемому символу, второй полученному значению.
Вероятность {\displaystyle p_{0}} называют переходной вероятностью или вероятностью ошибки одного символа.

### Пропускная способность ДСК
Пропускная способность канала {\displaystyle \mathbb {C} } вычисляется формулой:
{\displaystyle \mathbb {C} =1-\mathbb {H} (p_{0})},
где 
{\displaystyle \mathbb {H} (x)=-x\log _{2}x-(1-x)\log _{2}(1-x)} - функция, называемая двоичной энтропией.